# Meinhard Ciresa
Meinhard Ciresa (* 16. November 1964 in Innsbruck)
ist ein österreichischer Rechtsanwalt mit Spezialisierung auf das Gebiet des geistigen Eigentums und des Wettbewerbsrechts (UWG), Fachreferent und Autor.

## Leben
Meinhard Ciresa studierte an der Universität Innsbruck Wirtschaftswissenschaften und Rechtswissenschaften. 1988 erlangte er mit der Arbeit Die angewandte Finanzplanung: dargestellt am Beispiel des Filmsatzstudios Raggl GesmbH & Co KG das Diplom in Betriebswirtschaftslehre. Seine Promotion in diesem Fachbereich erfolgte dort 1991 mit der Dissertation Beihilfenkontrolle und Wettbewerbspolitik in der EG. Seine Promotion in der Rechtswissenschaft erfolgte 1993 ebenfalls in Innsbruck mit der Dissertation Die Urteilsveröffentlichung im gewerblichen Rechtsschutz: eine zivilprozessuale Folge.
Seit 1995 arbeitet er als Rechtsanwalt auf dem Gebiet des geistigen Eigentums und des Wettbewerbsrechts (UWG) in Wien. Ein weiterer Schwerpunkt ist  das Medizinproduktegesetz sowie das Werberecht für Arzneimittel, Nahrungsergänzungsmittel, Diätetische Lebensmittel und Kosmetika.
Ciresa ist als Fachreferent für „Urheberrecht“ sowie „Internet - New Media“ an der Anwaltsakademie (Wien) sowie bei ARS (Akademie für Recht, Steuern und Wirtschaft (Wien)) auf dem Gebiet des Urheber- und Lizenzrechts sowie des Arzneimittelwerberechts (Fachwerbung, Laienwerbung) tätig.

## Publikationen
- Arzneimittelwerberecht. 2. Auflage, Verlag Österreich, Wien 2024, ISBN 978-3-7046-9352-5.
- Praxishandbuch Urheberrecht. 3. Auflage. Linde Verlag, Wien 2022, ISBN 978-3-7073-4489-9.
- Handbuch der Urteilsveröffentlichung. 4. Auflage. Manz Verlag, Wien 2017, ISBN 978-3-214-08340-3.
- Arzneimittelwerberecht. Verlag Österreich, Wien 2014, ISBN 978-3-7046-6304-7.
- mit René Bogendorfer: Urheberrecht. Linde Verlag, Wien 2009, ISBN 978-3-7073-1400-7.
- Urheberwissen für die Praxis, Linde Verlag, Wien 2009, ISBN 978-3-7093-0184-5.
- mit Gerhard Laga und Ulrike Sehrschön: E-Commerce-Gesetz – Praxiskommentar. 2. Auflage. Verlag LexisNexis, Wien 2007, ISBN 978-3-7007-3713-1.
- Österreichisches Urheberrecht – Kommentar. Loseblatt-Sammlung. Verlag LexisNexis, Wien 2001, (Stand Juni 2023), ISBN 978-3-7007-8031-1.
- Beihilfenkontrolle und Wettbewerbspolitik in der EG, Heymann, Köln 1992, ISBN 978-3-452-22441-5.